# Schizoporella mutabilis
Schizoporella mutabilis is een mosdiertjessoort uit de familie van de Schizoporellidae. De wetenschappelijke naam van de soort is voor het eerst geldig gepubliceerd in 1927 door Calvet.